# Єрмаков Олександр В'ячеславович
Єрмаков Олександр В'ячеславович (18 грудня 1960, Троїцьке — 21 квітня 2000, Троїцьке) — український художник, громадський діяч.

## Біографія
Художник народився 18 грудня 1960 року в невеликому селищі міського типу Троїцьке. У 1984 році закінчів навчання Донецьке художнє училище. Працював в галузі мистецтва художнього оформлення. Основні роботи: проекти художнього оформлення сільськогосподарських виставок УССР.
З 1998—1999 розпис Свято-Троїцької церкви, святих мощей Христа, у смт. Троїцьке Луганської області.
У 1983 році один з засновників гурту Дискотека Дизайнер. Проєктування порцелянових виробів для Дружківський порцеляновий заводу. Сім'я художника — дружина Єрмакова Валентина (1966 року.) і двоє дітей. Старший син український художник, поет Єрмаков Богдан (1985 року.) і менша дочка Єрмакова Діана (1986 року.)

## Картини
1983 — «Дискотека Дизайнер».